# Дієго Перес
Дієго Перес (ісп. Diego Fernando Pérez, нар. 18 травня 1980, Монтевідео) — уругвайський футболіст, півзахисник клубу «Болонья».
Насамперед відомий виступами за «Монако», а також національну збірну Уругваю, у складі якої став володарем Кубка Америки.

## Клубна кар'єра
У дорослому футболі дебютував 1999 року виступами за «Дефенсор Спортінг», в якому провів чотири сезони, взявши участь у 132 матчах чемпіонату. Більшість часу, проведеного у складі «Дефенсор Спортінга», був основним гравцем команди.
Протягом сезону 2003—2004 років захищав кольори клубу «Пеньяроль».

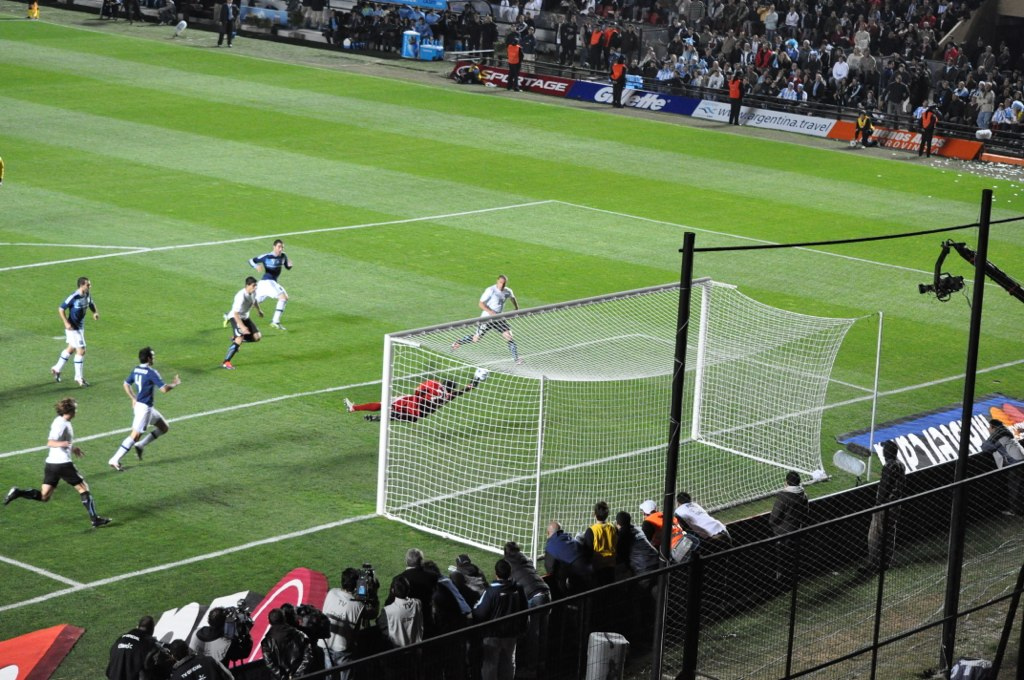
Перший гол Дієго Переса за збірну Уругваю у грі проти Аргентини. 16 липня 2011

Своєю грою за останню команду привернув увагу представників тренерського штабу «Монако», до складу якого приєднався влітку 2004 року. Відіграв за команду з Монако наступні шість сезонів своєї ігрової кар'єри. Граючи у складі «Монако» також здебільшого виходив на поле в основному складі команди.
До складу клубу «Болонья» приєднався влітку 2010 року за 2,1 млн євро. Наразі встиг відіграти за болонської команду 78 матчів в національному чемпіонаті.

## Виступи за збірні
Протягом 1999–2001 років залучався до складу молодіжної збірної Уругваю. На молодіжному рівні зіграв у 5 офіційних матчах.
За національну збірну Уругваю почав виступати з 2001 року. Виступав на чотирьох Кубках Америки — 2001, 2004, 2007 та 2011 років, здобувши на останньому з них титул континентального чемпіона. 2010 року допоміг збірній Уругваю дійти до півфіналу чемпіонату світу, на якому успішно діяв в опорній зоні в зв'язці з Ехідо Аревало Ріосом. У середині того ж року перейшов в італійську «Болонью».
Діючи на позиції півзахисника оборонного плану, Дієго не відрізнявся великою кількістю голів у ворота суперників (особливо після початку європейського етапу своєї клубної кар'єри). За збірну Уругваю Перес зумів забити свій перший гол лише в 70-му матчі, через 10 років після дебюту в національній команді. Це сталося в чвертьфіналі Кубка Америки 2011 року в матчі проти Аргентини. Примітно, що Перес був видалений ще в першому таймі тієї гри, але незважаючи на це, уругвайці зуміли виграти в серії пенальті.
10 червня 2012 року Перес провів свій 79-й матч за збірну Уругваю (проти Перу, 4:2), порівнявшись за цим показником з колишнім рекордсменом Родольфо Серхіо Родрігесом. Більше зіграних матчів за всю історію Селесте лише у Дієго Форлана.
2013 року взяв участь у розіграші Кубка конфедерацій у Бразилії.
Наразі провів у формі головної команди країни 84 матчі, забивши 1 гол.

## Статистика виступів

### Статистика клубних виступів

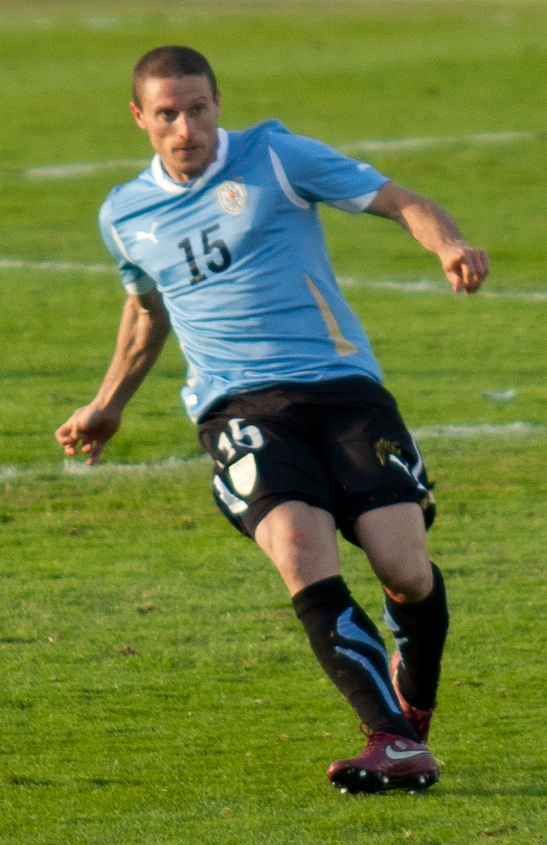
Дієго Перес у складі збірної Уругваю. 8 червня 2011

Станом на кінець сезону 2012-13
| Сезон                         | Команда                       | Чемпіонат                     | Чемпіонат | Чемпіонат | Національний кубок | Національний кубок | Національний кубок | Континентальні кубки | Континентальні кубки | Континентальні кубки | Інші змагання | Інші змагання | Інші змагання | Усього | Усього |
| Сезон                         | Команда                       | Ліга                          | Ігор      | Голів     | Ліга               | Ігор               | Голів              | Ліга                 | Ігор                 | Голів                | Ліга          | Ігор          | Голів         | Ігор   | Голів  |
| ----------------------------- | ----------------------------- | ----------------------------- | --------- | --------- | ------------------ | ------------------ | ------------------ | -------------------- | -------------------- | -------------------- | ------------- | ------------- | ------------- | ------ | ------ |
| 1998-99                       | «Дефенсор Спортінг»           | ПД                            | 4         | 0         |                    | —                  | —                  |                      | —                    | —                    |               | —             | —             | 4      | 0      |
| 1999-00                       | «Дефенсор Спортінг»           | ПД                            | 33        | 4         |                    | —                  | —                  |                      | —                    | —                    |               | —             | —             | 33     | 4      |
| 2000-01                       | «Дефенсор Спортінг»           | ПД                            | 32        | 3         |                    | —                  | —                  |                      | —                    | —                    |               | —             | —             | 32     | 3      |
| 2001-02                       | «Дефенсор Спортінг»           | ПД                            | 26        | 1         |                    | —                  | —                  |                      | —                    | —                    |               | —             | —             | 26     | 1      |
| 2002-03                       | «Дефенсор Спортінг»           | ПД                            | 37        | 4         |                    | —                  | —                  |                      | —                    | —                    |               | —             | —             | 37     | 4      |
| Усього за «Дефенсор Спортінг» | Усього за «Дефенсор Спортінг» | Усього за «Дефенсор Спортінг» | 132       | 12        |                    |                    |                    |                      |                      |                      |               |               |               | 132    | 12     |
| 2003-04                       | «Пеньяроль»                   | ПД                            | 13        | 2         |                    | —                  | —                  |                      | —                    | —                    |               | —             | —             | 13     | 2      |
| 2004-05                       | «Монако»                      | Л1                            | 29        | 0         | КФ+КЛ              | 0+0                | 0+0                | ЛЧ                   | 6                    | 0                    |               | —             | —             | 35     | 0      |
| 2005-06                       | «Монако»                      | Л1                            | 22        | 0         | КФ+КЛ              | 0+0                | 0+0                | КУЄФА                | 3                    | 0                    |               | —             | —             | 25     | 0      |
| 2006-07                       | «Монако»                      | Л1                            | 25        | 2         | КФ+КЛ              | 0+0                | 0+0                |                      | —                    | —                    |               | —             | —             | 25     | 2      |
| 2007-08                       | «Монако»                      | Л1                            | 25        | 0         | КФ+КЛ              | 0+0                | 0+0                |                      | —                    | —                    |               | —             | —             | 25     | 0      |
| 2008-09                       | «Монако»                      | Л1                            | 22        | 0         | КФ+КЛ              | 3+1                | 0+0                |                      | —                    | —                    |               | —             | —             | 26     | 0      |
| 2009-10                       | «Монако»                      | Л1                            | 23        | 0         | КФ+КЛ              | 5+1                | 0+0                |                      | —                    | —                    |               | —             | —             | 29     | 0      |
| Усього за «Монако»            | Усього за «Монако»            | Усього за «Монако»            | 146       | 2         |                    | 10                 | 0                  |                      | 9                    | 0                    |               |               |               | 165    | 2      |
| 2010-11                       | «Болонья»                     | A                             | 27        | 0         | КІ                 | 1                  | 0                  |                      | —                    | —                    |               | —             | —             | 28     | 0      |
| 2011-12                       | «Болонья»                     | A                             | 28        | 0         | КІ                 | 2                  | 0                  |                      | —                    | —                    |               | —             | —             | 30     | 0      |
| 2012-13                       | «Болонья»                     | A                             | 23        | 0         | КІ                 | 2                  | 0                  |                      | —                    | —                    |               | —             | —             | 25     | 0      |
| Усього за «Болонью»           | Усього за «Болонью»           | Усього за «Болонью»           | 78        | 0         |                    | 5                  | 0                  |                      |                      |                      |               |               |               | 83     | 0      |
| Усього за кар'єру             | Усього за кар'єру             | Усього за кар'єру             | 369       | 16        |                    | 15                 | 0                  |                      | 9                    | 0                    |               |               |               | 393    | 16     |

### Збірна
| Збірна Уругваю | Збірна Уругваю | Збірна Уругваю |
| Роки           | Ігри           | Голи           |
| -------------- | -------------- | -------------- |
| 2001           | 8              | 0              |
| 2002           | 3              | 0              |
| 2003           | 0              | 0              |
| 2004           | 6              | 0              |
| 2005           | 5              | 0              |
| 2006           | 3              | 0              |
| 2007           | 10             | 0              |
| 2008           | 5              | 0              |
| 2009           | 8              | 0              |
| 2010           | 12             | 0              |
| 2011           | 14             | 1              |
| 2012           | 6              | 0              |
| 2013           | 4              | 0              |
| Всього         | 84             | 1              |

## Титули і досягнення
- Переможець Лігільї Уругваю (1): 2000
- Володар Кубка Америки (1): 2011
- Бронзовий призер Кубка Америки: 2004